# Selección de hockey sobre hierba de Yugoslavia
La selección de hockey sobre hierba de Yugoslavia representó a Yugoslavia en las competiciones internacionales masculinas de hockey sobre césped.
El equipo participó en un Campeonato de Europa cuando terminó en el puesto 13 en la edición de 1974.

## Participaciones

### Campeonato Europeo de Hockey sobre Hierba
| Año   | Pos.         | PJ           | G            | E            | P            | GF           | GC           | Dif.         |
| ----- | ------------ | ------------ | ------------ | ------------ | ------------ | ------------ | ------------ | ------------ |
| 1970  | No participó | No participó | No participó | No participó | No participó | No participó | No participó | No participó |
| 1974  | 13°          | 3            | 0            | 1            | 2            | 1            | 8            | -7           |
| 1978  | No participó | No participó | No participó | No participó | No participó | No participó | No participó | No participó |
| 1987  | No participó | No participó | No participó | No participó | No participó | No participó | No participó | No participó |
| Total | 1/4          | 3            | 0            | 1            | 2            | 1            | 8            | -7           |